# Miraí
Miraí es un municipio brasilero del estado de Minas Gerais. Su población es de 13.800 habitantes y tiene como predominante del bioma de bosque Atlántico.
Limita con los municipios de Muriaé, Cataguases, Santana de Cataguases e São Sebastião da Vargem Alegre..